# 聖王廟
24°04′37″N 120°32′19″E / 24.0770428714746°N 120.538472992723°E
彰邑威惠宮，俗稱彰化聖王廟，是位於台灣彰化縣彰化市的道教廟宇，由雍正帝於雍正十一年（1733年）勅建，是台灣一座供奉開漳聖王的廟宇，當前屬為中華民國國定古蹟。

## 歷史沿革
威惠宮於乾隆26年（1761年）建廟於縣城西門附近，為漳州府七縣（漳浦、龍溪、長泰、南靖、平和、詔安、海澄）移民的信仰中心。乾隆60年（1795年）由於陳周全事件，導致彰化縣城被毀，威惠宮遭波及，隨後曾於嘉慶12年（1807年）由士民重修。咸豐10年（1860年）舉人陳肇興倡議重修聖王廟，大正元年（1912年）由管理人林獻章再度發起重修，目前後殿右廂廊供奉有歷代建修廟宇有功者的長生祿位。
1985年（民國74年）11月27日，指定為第二級古蹟，隨後則於1991年（民國80年）5月進行重修，1996年（民國85年）6月17日完成聖王廟的修復。

## 建築設計
威惠宮為三進二院的建築格局，三川殿前有一座八字牆，左青龍右白虎的青斗石雕，雕工精緻，是清代中葉台灣石雕的作品。三川殿的屋頂採「硬山升簷式」作法。是廟宇為硬山式屋頂，正門上方屋簷升起，強化主次分明，上下封簷板相連成字形的造型。正殿的木構架以三根通樑，五個瓜筒所組砌而成的棟架，稱為「三通五瓜」。
三川殿正門兩旁有一對石獅，雕刻工法蒼勁有力，造型古樸雅緻，為咸豐年間重修時的作品。三川殿內的木雕棟架並不細緻，而門神彩繪已呈現剝落。正殿前有一對龍柱，採單龍盤柱，無鏤空雕，左龍柱四爪不握珠，張口含珠，右龍柱為三爪握珠，口微張但不含珠。此對龍柱造形樸拙，為乾隆、嘉慶年間的龍柱風格。
正殿供奉開漳聖王陳元光，兩旁為一老一少太監侍者。正殿的木架構為三通五瓜，三通五瓜的樑柱下方，有龍頭魚尾造型的木雕，稱為鰲魚，意喻「獨佔鰲頭、金榜題名」。
後殿供奉開漳聖王的夫人，左室供奉觀音菩薩，右室供奉聖王廟創廟及修建有功人員的長生祿位，牌位上有開創威惠廟者為王君、賴君、林君、陳君等四位士紳，可惜未有全名。清咸豐10年（1860年）重修者為舉人陳肇興，士紳楊添華、姚中和等人。廟內景物則保存威惠宮廟名木匾、海東慈雲木匾等骨物。
大正元年（1912年）威惠宮重修管理人為生員林獻章及漳州七邑首事，分別為平和王世藩、南靖賴鳳儀、龍溪鄭有福、龍溪鄭享弼、漳浦林昆山、海澄周坤厚、長泰蔡城、詔安蔡仁恩等人的長生祿位。

## 祀神
- 正殿：開漳聖王（從神：監爺、少監爺）、馬使爺（輔順將軍）
- 後殿：開漳聖王夫人（王媽）
- 觀音殿：觀音菩薩（脅侍：善財、龍女）

## 慶典
- 聖王公壽誕－農曆二月十六日
- 中元普渡－農曆七月十五日
- 聖王媽壽誕－農曆五月五日

## 資料來源
- 彰化縣文化局古蹟與歷史建築資訊網

## 外部連結
- 彰邑威惠宮的Facebook專頁